# Chrysobothris purpurata
Chrysobothris purpurata es una especie de escarabajo del género Chrysobothris, familia Buprestidae. Fue descrita científicamente por Bland en 1864.